# Reprezentacja Szwecji w piłce wodnej kobiet
Reprezentacja Szwecji w piłce wodnej kobiet – zespół, biorący udział w imieniu Szwecji w meczach i sportowych imprezach międzynarodowych w piłce wodnej, powoływany przez selekcjonera, w którym mogą występować wyłącznie zawodnicy posiadający obywatelstwo szwedzkie. Za jej funkcjonowanie odpowiedzialny jest Szwedzki Związek Pływacki (SSF), który jest członkiem Międzynarodowej Federacji Pływackiej.